# كانتون أبينزيل أوسيرهودن
كانتون أبينزيل أوسيرهودن (بالإنجليزية: Appenzell Outer Rhodes)‏ هو أحد كانتونات سويسرا يقع في شمال شرق سويسرا. على حدود كانتون كانتون سانت غالن وكانتون أبينزيل إينرهودن. مقر الحكومة والبرلمان هي هيراسايو، والسلطات القضائية في تورغين.

## أعلام
- روبرت فالسر

## وصلات خارجية
- موقع جامعة إدارة الأعمال والفنادق في سويسرا Business & Hotel Management School - سويسرا
- Swiss Universities handbook موقع يضم الجامعات السويسرية - بالإنجليزية
- الدراسة في سويسرا بالعربي